# Christian Wolfgang
Christian Wolfgang (* 7. Juni 1709 in Augsburg; † 19. Juli 1750 in Berlin) war ein deutscher Kupferstecher und Miniaturmaler.

## Leben
Christian Wolfgang war der jüngere Sohn des Augsburger Kupferstechers Andreas Matthäus Wolfgang, eines Bruders des Königlichen Hofkupferstechers Johann Georg Wolfgang d. Ä. Bei seinem älteren Bruder Gustav Andreas lernte er in Berlin Zeichnen, Radieren und Kupferstechen. Bei dem in Berlin tätigen schwedischen Maler Johann Harper lernte er die Malerei. Er war bis zu seinem Tod in Berlin als Miniaturmaler und Kupferstecher tätig.